# Paratyndaris tucsoni
Paratyndaris tucsoni es una especie de escarabajo barrenador metálico del género Paratyndaris, de la familia Buprestidae, orden Coleoptera.

## Distribución
Se distribuye por la ecozona del Neártico.

## Taxonomía
Fue descrita por Knull en 1938 y publicada en Knull J. N. Four new Coleoptera (Elateridae and Buprestidae). Entomological News 49:19-22. (1938).